# بودینگن
شهر بودینگن در ایالت هسن در کشور آلمان واقع شده است.